# Luis Barrionuevo
José Luis Barrionuevo (Catamarca, 15 de marzo de 1942) es un sindicalista, empresario y político  argentino. Fue diputado y senador nacional representando a la provincia de Catamarca. Actualmente es el titular de la Unión de Trabajadores del Turismo, Hoteleros y Gastronómicos (Uthgra).

## Biografía

### Inicios en el gremialismo
En los años 1970 comenzó a trabajar en la seccional San Martín de la Asociación Obrera Textil (AOT). Así, gracias al apoyo de su líder Casildo Herrera, logró alcanzar la secretaría general de la seccional San Martín de los gastronómicos. Sin embargo, esta sede fue intervenida al poco tiempo por el secretario nacional, Ramón Elorza, en 1975. En respuesta a esto Barrionuevo tomó a mano armada la sede de la Unión de Empleados Gastronómico; apenas 48 horas después, la Justicia lo obligó a devolverle el lugar a Elorza. Cuatro años después, en 1979 y durante la última dictadura cívico-militar argentina Barrionuevo vuelve a estar al frente del gremio gastronómico, al ser designado por el delegado puesto por la dictadura, Carlos Manuel Valladares.
En las elecciones de 1983 se presenta en el tercer lugar de la lista de diputados del Partido Justicialista, por detrás de Herminio Iglesias y Jorge Alberto Triaca. Con la asunción del gobierno radical el gremio de gastronómicos es intervenido nuevamente. Gracias a sus contactos con Enrique Nosiglia, Barrionuevo mantuvo su poder dentro de Gastronómicos.

### Gestión en la ANSSAL
En 1989, Barrionuevo organizó un acto en el estadio de River para apoyar la candidatura de Menem a la presidencia y donó un millón de dólares para la campaña. Como retribución Menem lo nombra al frente de la Administración Nacional del Seguro de Salud (Anssal) al ganar la elección.
Cuando se produce el viraje de Menem hacia el neoliberalismo se abre el debate dentro de la CGT sobre el rol que debía tomar la central obrera. El Secretario General, Saúl Ubaldini, se oponía al gobierno, mientras que el sector de Barrionuevo lo apoyaba. En el congreso de la CGT, celebrado el 10 de octubre de 1989, se enfrento a los partidarios de Ubaldini.
Fue presidente del club deportivo Chacarita Juniors entre 1993 y 2005. Como presidente logró que Chacarita salga subcampeón en el torneo B Nacional 1998-99 y lograr ascender a primera división categoría donde jugó hasta su descenso en 2004. También salió campeón de 2 copas amistosas nacional: Copa Amistad (1996) y Copa Trenque Lauquen (2000).
Al alejarse del gobierno de Menem, propuso en un programa periodístico de Mariano Grondona que para que la Argentina salga adelante "deberíamos [los políticos] dejar de robar durante dos años".

### Durante el gobierno de la Alianza (1999-2001)
En el año 2000 la interventora del PAMI, Graciela Rosso, denunció que la obra social de los jubilados era una fuente de negocios espurios del dirigente radical Enrique "Coti" Nosiglia y Barrionuevo. Rosso explicó que Nosiglia y su amigo Barrionuevo eran "dueños de prestadoras de salud del instituto y están unidos en distintos UGP (asociaciones de clínicas y sanatorios)".
En el expediente judicial el responsable de una clínica acusó a directivos de una federación de cámaras de psiquiatría de exigir coimas, y que éstas tenían que repartirlas entre Enrique Nosiglia, Luis Barrionuevo y Alderet.
La diputada Alicia Castro y el gremialista Hugo Moyano expresaron que los negocios dentro del PAMI habían tenido el objetivo de compensar a la CGT oficial para que no obstaculizara la reforma laboral.
En las Elecciones legislativas de Argentina de 2001, Barrionuevo fue electo Senador Nacional por la provincia de Catamarca al obtener el segundo lugar con el 35,36% (53.376 votos). Ocupó este cargo hasta el año 2003.

### Durante el gobierno de Néstor Kirchner (2003-2007)
En las elecciones de 2003 intentó postularse a gobernador de la provincia de Catamarca pero no lo logró porque no había alcanzado la residencia mínima en la provincia. Finalmente fue su hermana Liliana Barrionuevo quien se presentó como candidata por el Partido Justicialista. Tras conocer que los resultados de la misma no le eran favorables Barrionuevo envió a militantes a quemar urnas. Por este incidente estuvo cerca de perder su banca en el Senado. la entonces senadora Cristina Fernández de Kirchner opositora a Barrionuevo viajo hasta la provincia y seguidores del sindicalista le tiraron huevos mientras hablaba en el escenario.
En las Elecciones Legislativas de 2005 fue electo Diputado Nacional para el periodo 2005-2009 al salir en tercer lugar con el 27,18% (40.455 votos).En aquella elección las primeras tres fuerzas lograron poner un diputado cada uno. 
Desde 2006 está imputado en una segunda causa judicial por presuntas irregularidades en el PAMI, debido a una contratación directa para la provisión de prótesis, otorgada a una empresa que aún no había sido creada.
Fue candidato a gobernador de la provincia de Catamarca en las elecciones provinciales de 2007 acompañado por el empresario Francisco Sotomayor resultando en segundo lugar con el 37.62% (58.636 votos) y resultando reelecto el radical Eduardo Brizuela del Moral.

### Secretario General de la CGT Azul y Blanco (2008-2016)
En 2008, siendo dirigente del sindicato gastronómico, abandona la Confederación General del Trabajo. Ante las perspectivas de no resultar elegido secretario general de la central obrera, creó la CGT Azul y Blanco con gremios afines.
Para las Elecciones de 2013 Barrionuevo intentó buscar una banca a Diputado Nacional; se presentó por el Frente Tercera Posición, con el cual logró el tercer lugar con el 18,62% (36.997 votos).
En diciembre de 2015, días después de la asunción de Mauricio Macri, Barrionuevo se reunió con Moyano y Caló y se acordó crear una comisión para trabajar en la reunificación de la CGT. En agosto de 2016, se realizó un congreso de las tres CGT donde se acordó la reunificación y la creación de un triunvirato de conducción conformado por Héctor Daer, Juan Carlos Schmidt y Carlos Acuña. En el principio de la gestión de Macri, Barrionuevo se ha mostrado partidario de sus políticas.Se presentó en la lista de Consenso Federal 2030, respaldando a la fórmula Roberto Lavagna-Juan Manuel Urtubey para la presidencia.

### Elecciones legislativas en Catamarca (2017)
El 10 de junio de 2017, Barrionuevo junto a Marcelo Rivera presidente de la Cámara de diputado provincial, Dalmacio Mera líder de Participación Plural, Fernando Jalil y Jorge Moreno de Renovación Peronista lanzaron el espacio Unidos Somos Catamarca en el Club Tesorieri. En el acto Barrionuevo no descartó ser candidato a gobernador en 2019 y aseguró que nunca se alejó de la política.
En 2017 la jueza Sandra Arroyo Salgado ordenó más de 20 allanamientos en busca de información y de facturas apócrifas pertenecientes al sindicato conducido por Barrionuevo, con las cuales se defraudó al fisco por 1.000 millones de pesos durante 2014 y 2015. La investigación del ente recaudador detectó un conjunto de empresas ficticias, vinculadas entre sí, con idénticos domicilios, personal y accionistas, cuyas facturas eran ofrecidas en el mercado para fines espurios.

### Interventor del Partido Justicialista nacional (2018)
El 10 de abril de 2018 la jueza federal con competencia electoral María Servini lo nombró como interventor del Partido Justicialista nacional hecho que suscitó duras críticas por la decisión polémica de la jueza. El día 19 de abril de 2018, presentó a dos compañeros que lo acompañarían en la intervención del Partido Justicialista a Carlos Campolongo y Julio Bárbaro.
La medida de Servini fue revertida el 2 de agosto del mismo año por los jueces Santiago Corcuera y Alberto Dalla Via, como resultado de un pedido del fiscal electoral Jorge Di Lello.
En 2018, Federico Elaskar confesó que incriminó a Cristina Fernández de Kirchner en una causa judicial por orden de Jorge Lanata y que en dicha maniobra había participado Luis Barrionuevo "a mí, Luis Barrionuevo y Jorge Lanata me llenaron la cabeza... Fue una operación política contra el gobierno de Cristina, porque querían instalar que el dinero de Baez era del kirchnerismo". El abogado de Elaskar confirmó esta declaración denunció que lo de Baéz "fue todo un gran invento, la Justicia se subió al discurso de los medios". El mismo Barrionuevo admitió en A24 que presionó a Elaskar para que hablara.

### Candidato a Gobernador de Catamarca 2019
El día 18 de marzo de 2019, Luis Barrionuevo anunció que sería candidato a las elecciones a gobernador de Catamarca en la lista de Consenso Federal. Finalmente Hugo Ávila fue candidato a gobernador mientras que Luis Barrionuevo fue candidato a diputado nacional. En las elecciones quedó en último lugar con 4,84% (10.516 votos).

## Historia Electoral

### Elecciones Diputado Nacional Catamarca 2013
| Provincia de Catamarca 3 Diputados | Provincia de Catamarca 3 Diputados | Provincia de Catamarca 3 Diputados | Provincia de Catamarca 3 Diputados | Provincia de Catamarca 3 Diputados | Provincia de Catamarca 3 Diputados                                         |
| Partido/Alianza                    | Partido/Alianza | Votos                              | %                                  | Bancas                             | Candidatos                                                                 |
| ---------------------------------- | --- | ---------------------------------- | ---------------------------------- | ---------------------------------- | -------------------------------------------------------------------------- |
|                                    | Frente Cívico y Social Ver partidos de la alianza: - Unión Cívica Radical - Partido Socialista - Propuesta Republicana - Movilización - Movimiento de Acción Vecinal | 79.512                             | 40,02                              | 2/3                                | 1. Eduardo Brizuela del Moral 2. Myrian del Valle Juárez 3. Ornella Díaz   |
|                                    | Frente para la Victoria Ver partidos de la alianza: - Partido Justicialista - Partido de la Victoria - Frente Grande - Partido GEN - Partido Intransigente - Kolina - Partido Solidario - Frente de los Jubilados - Partido de Encuentro Solidario Amplio y Republicano | 77.148                             | 38,83                              | 1/3                                | 1. Néstor Nicolás Tomassi 2. Silvia Luz Moreta 3. Víctor Octavio Gutiérrez |
|                                    | Frente Tercera Posición - Unidad Catamarqueña Ver partidos de la alianza: - Partido Nacionalista Constitucional UNIR - Unificación Populista - Partido de Unidad Catamarqueña                                                                                           | 36.997                             | 18,62                              | 0/3                                | 1. Luis Barrionuevo 2. Gladys del Valle Moro 3. Claudio David Bustamante   |
|                                    | Partido Obrero | 5.044                              | 2,54                               | 0/3                                | 1. Ariel Antonio López 2. Sonia Juana Sosa 3. María Estela Moreno          |
| Votos positivos                    | Votos positivos | 198.701                            | 89,52                              |                                    |                                                                            |
| Votos en blanco                    | Votos en blanco | 21.000                             | 9,46                               |                                    |                                                                            |
| Votos nulos                        | Votos nulos | 2.271                              | 1,02                               |                                    |                                                                            |
| Participación                      | Participación | 221.972                            | 79,76                              |                                    |                                                                            |
| Electores registrados              | Electores registrados | 278.298                            | 100                                |                                    |                                                                            |

### Elecciones Diputado Nacional Catamarca 2019
| Provincia de Catamarca 2 Diputados | Provincia de Catamarca 2 Diputados | Provincia de Catamarca 2 Diputados | Provincia de Catamarca 2 Diputados | Provincia de Catamarca 2 Diputados | Provincia de Catamarca 2 Diputados                 |
| Partido/Alianza                    | Partido/Alianza | Votos                              | %                                  | Bancas                             | Candidatos                                         |
| ---------------------------------- | --- | ---------------------------------- | ---------------------------------- | ---------------------------------- | -------------------------------------------------- |
|                                    | Frente de Todos Ver partidos de la alianza: - Partido Justicialista - Partido Intransigente - Unión Popular - Frente Grande - Partido Socialista - Partido Solidario - Kolina - Encuentro por la Democracia y la Equidad - Partido del Trabajo y del Pueblo - Unificación Populista - Corriente Martín Fierro - Movimiento Auténtico Popular | 133.327                            | 61,32                              | 1/2                                | 1. Lucía Corpacci 2. Marcelo Rivera                |
|                                    | Juntos por el Cambio Ver partidos de la alianza: - Unión Cívica Radical - Coalición Cívica ARI - Propuesta Republicana - Movilización - Nuevo Espacio de Opinión | 73.578                             | 33,84                              | 1/2                                | 1. Rubén Horacio Manzi 2. Clara Edith Oliva        |
|                                    | Consenso Federal Ver partidos de la alianza: - Movimiento de Acción Vecinal - Partido Tercera Posición - Renacer Político y Social | 10.516                             | 4,84                               | 0/2                                | 1. Luis Barrionuevo 2. Roxana Beatriz Díaz Vergara |
| Votos positivos                    | Votos positivos | 217.421                            | 85,64                              |                                    |                                                    |
| Votos en blanco                    | Votos en blanco | 35.387                             | 13,94                              |                                    |                                                    |
| Votos nulos                        | Votos nulos | 1.074                              | 0,42                               |                                    |                                                    |
| Participación                      | Participación | 253.882                            | 79,33                              |                                    |                                                    |
| Electores registrados              | Electores registrados | 320.042                            | 100                                |                                    |                                                    |